# Crinia remota
Crinia remota és una espècie de granota que viu a Austràlia, Indonèsia i Papua Nova Guinea.